# Coral Herrera
Coral Herrera Gómez (Madrid, 1977) és una escriptora i comunicadora feminista espanyola radicada en Costa Rica, coneguda per la seva crítica al mite de l'amor romàntic i per les seves aportacions als estudis queer.
És llicenciada en Humanitats i Comunicació Audiovisual per la Universitat Carles III de Madrid. Es va doctorar en Humanitats i Comunicació per la mateixa Universitat amb una tesi sobre l'«amor romàntic a l'occident i la seva relació amb el capitalisme, el patriarcat i la democràcia.
Després de finalitzar el seu doctorat i a causa de la situació de crisi financera espanyola, es va establir a Costa Rica després d'una estada a París. Ha publicat articles en diferents medis com Pikara Magazine, El País, eldiario.es o El Ciudadano i col·laborat en programes com La Tuerka.
El tema principal de la seva obra és la crítica al amor romàntic des d'una perspectiva de gènere i queer. Defensa que el romanticisme és producte del patriarcat i que té un paper fonamental en la construcció binària i jeràrquica de la desigualtat de gènere. En el seu treball manifesta que existeixen diferents maneres d'entendre i experimentar l'amor més alliberadores i satisfactòries que les tradicionals.

## Llibres
- Más allá de las etiquetas: hombres, mujeres y trans (2010).[9]
- La construcción sociocultural del amor romántico (2011).[10]
- Bodas Diversas y Amores Queer (2013).[11]
- Bodas reales, bodas patriarcales: análisis queer de la boda de los príncipes de Asturias (2014).[12]